# Tectaria croftii
Tectaria croftii är en ormbunkeart som beskrevs av Holtt. Tectaria croftii ingår i släktet Tectaria och familjen Tectariaceae. Inga underarter finns listade.